# Bamban
Bamban is een gemeente in de Filipijnse provincie Tarlac op het eiland Luzon. Bij de laatste census in 2007 had de gemeente bijna 62 duizend inwoners.

## Geografie

### Bestuurlijke indeling
Bamban is onderverdeeld in de volgende 15 barangays:
| - Anupul - Banaba - Bangcu - Culubasa - Dela Cruz - La Paz - Lourdes - Malonzo | - San Nicolas - San Pedro - San Rafael - San Roque - San Vicente - Santo Niño - Virgen de los Remedios |

## Demografie
Bamban had bij de census van 2007 een inwoneraantal van 61.644 mensen. Dit zijn 15.284 mensen (33,0%) meer dan bij de vorige census van 2000. De gemiddelde jaarlijkse groei komt daarmee uit op 4,01%, hetgeen hoger is dan het landelijk jaarlijks gemiddelde over deze periode (2,04%). Vergeleken met de census van 1995 is het aantal mensen met 24.529 (66,1%) toegenomen.

De bevolkingsdichtheid van Bamban was ten tijde van de laatste census, met 61.644 inwoners op 251,98 km², 147,3 mensen per km².